# Predator (film)
Predator è un film del 1987, diretto da John McTiernan.
La sceneggiatura del film narra le vicende di un alieno (appartenente alla razza yautja) giunto sulla Terra per andare a caccia di esseri umani. Il film, realizzato con un budget di 15 milioni di dollari, è stato un successo commerciale, incassando 59 milioni di dollari negli Stati Uniti e 98 milioni di dollari complessivamente e rappresenta il primo grande successo al botteghino per il regista John McTiernan. Predator costituisce il capostipite di una serie che, a parte l'alieno, vedrà di volta in volta rinnovato il cast. Il primo sequel si intitola Predator 2, mentre il secondo si intitola Predators e il terzo The Predator; il capitolo più recente è il prequel intitolato Prey.
In Italia è stato proiettato in anteprima europea il 18 luglio 1987 durante la rassegna Settimana del cinema americano al Taormina Film Fest, successivamente fu proiettato nei cinema dalla 20th Century Fox dal 22 agosto 1987.

## Trama
(Il sergente Mac parlando al Magg. Dutch Schaefer di uno scontro diretto con il Predator)
Una misteriosa astronave si dirige verso la Terra e, in prossimità dell'atmosfera, sgancia una capsula verso un punto imprecisato nella giungla dell'America Centrale.
La vicenda si sposta poi sull'ex maggiore dei berretti verdi, Alan "Dutch" Schaefer, giunto in quella stessa area a capo della sua squadra, ingaggiata da Al Dillon, commilitone di Dutch durante la Guerra del Vietnam ed ora agente della CIA. La missione consiste nel salvataggio di un ministro a bordo di un elicottero che sembra finito fuori rotta e probabilmente catturato dalle forze guerrigliere operanti nella zona. Dutch accetta l'ingaggio pur non fidandosi a pieno delle parole di Dillon, il quale si unisce alla squadra come supervisore. Gli altri membri del team sono Mac Eliot, Blain Cooper, Billy Sole, Jorge "Poncho" Ramirez, Rick Hawkins.
Sbarcati da un elicottero Huey nella fitta giungla, ritrovano presto il relitto dell'elicottero, deducendone l'abbattimento da parte di un missile "a calore" portatile, e notando anche che sembra più un elicottero da ricognizione che non uno da trasporto per un ministro. Nei pressi del relitto il gruppo rinviene i cadaveri barbaramente uccisi di una squadra di berretti verdi, scuoiati e appesi a testa in giù, e cerca di ricostruire la dinamica di quello scontro che viene ritenuto abbastanza illogico, dopodiché inizia a seguire le tracce di alcuni guerriglieri nella speranza di scovare il campo nemico e recuperare gli ostaggi. Ma a sua volta l'intero gruppo inizia ad essere seguito da un misterioso e silenzioso osservatore, mimetizzato perfettamente, che li scruta dalle cime degli alberi attraverso una visione termica a raggi infrarossi. Raggiunto il campo nemico, la squadra osserva impotente l'uccisione di uno degli ostaggi da parte dei guerriglieri, e quindi decide di lanciare un violento raid eliminando tutto il personale del campo. Anche un secondo ostaggio viene trovato morto, ma Dillon sembra preoccuparsi solo di alcuni documenti d'intelligence, scatenando la reazione collerica di Dutch che capisce il vero scopo della missione, ovvero eliminare quel gruppo di guerriglieri e recuperare quei documenti, missione fallita dalla precedente squadra sterminata. L'unica superstite del campo, una ragazza chiamata Anna, è presa in custodia da Dillon perché ritenuta membro dei guerriglieri, contro il volere di Dutch che non vuole correre rischi. Stabilito un percorso imprevisto a causa di altri guerriglieri in avvicinamento, il team si allontana velocemente, ignaro dell'osservatore che continua a seguirli.
Non passa troppo tempo prima che Anna tenti di scappare, ma viene inseguita e bloccata da Hawkins che, però, viene sorpreso, ucciso e trascinato via dall'essere che li sta inseguendo, sotto gli occhi terrorizzati di Anna che viene incredibilmente risparmiata. La squadra si mette quindi alla ricerca del corpo di Hawkins, ritrovando solo le sue interiora e non accorgendosi che il cadavere è stato appeso alle cime degli alberi. Durante la perlustrazione, Blain rimane ucciso da un colpo al plasma che gli squarcia il torace. Giunto sul luogo e trovando l'amico accasciato a terra, Mac scorge una figura umanoide mimetizzata e, in preda ad un attacco isterico, apre il fuoco, venendo subito affiancato dai compagni. Il volume di fuoco è notevole, ma non viene trovato alcun cadavere nemico, né tracce di sangue. L'unica a trovare una traccia è Anna, che scova uno strano liquido verde su una pianta, ma non ne fa parola con il gruppo. Il gruppo chiama via radio il comando per richiedere un recupero di emergenza, il quale viene negato perché ancora troppo addentrati in territorio nemico. La squadra quindi si organizza per passare la notte, preparando un perimetro di sicurezza tutt'intorno all'accampamento, con razzi e mine. Durante la notte, Mac giura vendetta sull'assassino di Blain e subito dopo un cinghiale fa saltare un razzo posto sul perimetro di difesa, venendo ucciso da Mac. Ne consegue un momento di confusione generale, durante il qule sparisce il corpo di Blain.
In assenza di altre tracce eccetto quelle del cinghiale, Dutch intuisce che l'essere si sposti dalle cime degli alberi e, avendo solo recuperato il corpo di Blain (nonostante avesse avuto l'opportunità di ucciderli tutti), capisce che li sta uccidendo uno alla volta comportandosi come un cacciatore che insegue la preda. Anna informa Dutch di aver trovato quello strano liquido verde, intuendo che si tratti del sangue della creatura. Dutch capisce che l'essere non è invulnerabile, e decide di costruire una trappola per catturarlo e ucciderlo. La trappola scatta ma si rivela inefficace, e l'essere fugge provocando anche il grave ferimento di Poncho. Mac, pazzo di rabbia, si getta al suo inseguimento, spalleggiato da Dillon, ma entrambi, dopo aver cercato inutilmente di accerchiare e prendere di sorpresa la creatura, hanno la peggio. Udendo le urla di Dillon, Billy decide di non fuggire più e di fronteggiare l'essere con un solo machete, morendo coraggiosamente. Il suo sacrificio dà solo pochi secondi di vantaggio ai superstiti, in quanto la creatura li raggiunge, dà il colpo di grazia a Poncho e ferisce Dutch alla spalla. Il maggiore intima quindi ad Anna di scappare all'elicottero senza armi, avendo capito che l'essere uccide solo coloro che sono armati.
Dutch, ormai allo sbaraglio e con il fucile distrutto, inizia a correre braccato dall'essere, fino a scivolare in un canale che lo porta in caduta libera da un'alta cascata, riuscendo apparentemente a seminarlo, ma inaspettatamente l'essere decide di tuffarsi, rivelato dal suo tonfo in acqua. Alla riva del fiume, il Predator emerge senza alcuna copertura (poiché l'acqua ha momentaneamente compromesso il suo sistema artificiale di mimetismo). Grazie al fango di cui si è casualmente cosparso, Dutch riesce ad eludere la visione infrarossa del Predator, che si allontana ignaro e, appreso questo vantaggio, il soldato costruisce alcune trappole, arco, frecce e lance con materiali ricavati dalla giungla e un paio di granate rimastegli, si cosparge di fango fresco e cambia strategia lanciando lui una sfida al mortale nemico.
Inizialmente Dutch tiene sotto scacco il Predator, colpendolo con entrambe le granate, ma ben presto perde il suo scudo di fango cadendo in acqua e si ritrova in balia del nemico. Sorprendentemente, in segno d'onore per avergli tenuto testa, l'alieno si sbarazza delle armi tecnologiche e si toglie la maschera mostrando il suo orribile volto di natura inequivocabilmente aliena, per poi affrontare Dutch in combattimento corpo a corpo. Dutch non è in grado di contrastare la forza sovrumana del mostro alieno, tuttavia, brutalmente pestato e ad un passo dalla disfatta, riesce ad attirare il feroce avversario verso una delle trappole, ferendolo mortalmente. Ormai in fin di vita e alla mercé della sua preda, la terribile creatura aliena attiva sotto gli occhi di Dutch un meccanismo di autodistruzione, innescando una tremenda esplosione che devasta un ampio tratto della giungla, mentre ride in modo maniacale. Scampato per miracolo alla detonazione, Dutch, stanco e sconvolto, viene finalmente recuperato dall'elicottero, che nel frattempo aveva già recuperato anche Anna.

## Produzione

### Cast

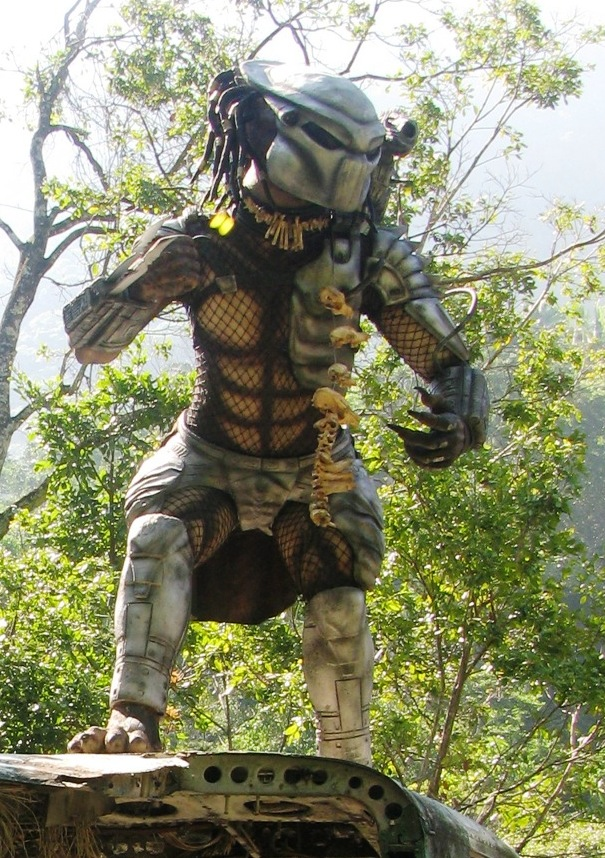
Statua del Predator dal set delle riprese del film (Puerto Vallarta, Messico)

Per l'ingaggio di Sonny Landham la produzione impose la presenza di una guardia del corpo che lo "pedinasse" costantemente sul set, a causa dei suoi trascorsi violenti (denunce di aggressione e risse nei bar).
Kevin Peter Hall interpreta, oltre all'alieno, anche il pilota dell'elicottero nella scena finale. Lo stesso attore reindosserà i panni del predator anche nel sequel Predator 2 (1990).
Solo a distanza di 30 anni dalla produzione del film, si è giunti a conclusione documentata riguardo al primo ingaggio dello stesso Jean-Claude Van Damme per l'interpretazione dell'alieno, poi scartato in fase di prova a causa di divergenze con il produttore Joel Silver.
Jesse Ventura fu dal 1969 al 1975 un membro effettivo della squadra 12 degli Underwater Demolition Team della U.S. Navy (i guastatori anfibi della marina americana, confluiti nei Navy SEALs nel 1984), e fu dispiegato in Vietnam anche se non partecipò ad azioni di combattimento; nell'edizione speciale del DVD, il regista John McTiernan commenta la sua scelta spiegando che cercò di ottenere attori con esperienza militare, reale o simulata.
Shane Black venne inizialmente contattato affinché scrivesse una sceneggiatura alternativa, ma non era molto convinto a causa di altri impegni. Così, la produzione decise di ingaggiarlo ufficialmente come attore, con la speranza che sul set scrivesse anche la sceneggiatura. Ma l'attore ha affermato di non aver avuto modo di scrivere una sola riga. Ironicamente, 30 anni dopo scriverà la sceneggiatura e dirigerà il 4° film della saga, The Predator. Bill Duke sarà invece contattato come possibile regista del 3º episodio, Predators, ma la regia andrà a Nimród Antal, grande fan di questo film.

### Riprese
Le riprese si sono svolte nei dintorni di Puerto Vallarta, Messico. Il luogo del set divenne ed è tuttora meta turistica.
Per ottenere la soggettiva dell'alieno furono impiegate due telecamere che riprendevano contemporaneamente dallo stesso angolo: una telecamera ad infrarossi ed una comune telecamera a colori. In fase di montaggio le due riprese vennero sovrapposte ed elaborate in modo da poter distinguere i personaggi dall'ambiente circostante, in quanto una totale ripresa ad infrarossi sarebbe stata disorientante per lo spettatore.
Nella maggior parte delle scene in cui l'alieno compare mimetizzato non fu usato il costume vero e proprio, ma una tuta rosso/arancio che a grandi linee ne imitava le forme. Fu scelto quel colore in quanto, tra i colori complementari sottrattivi, è opposto al verde e quindi maggiormente visibile nel "verde" della giungla, cosa che successivamente avrebbe agevolato i tecnici nell'ottenere l'effetto mimetico.
Per poter sparare, il minigun usato da Jesse Ventura (Blain) era collegato a due batterie da automobile. Il movimento rotatorio delle 6 canne (e di conseguenza la cadenza di tiro) dovette essere rallentato in quanto risultava troppo veloce per poter essere ripreso dalla telecamera. Alcune fonti sostengono che lo stesso attore dovesse usare una protezione sul petto per parare i bossoli che venivano espulsi dall'arma con una certa potenza: questo è falso, poiché i bossoli venivano espulsi lateralmente dal basso. La stessa arma sarà usata da Arnold Schwarzenegger in Terminator 2 - Il giorno del giudizio.

### Design del Predator
Inizialmente fu scelto Jean-Claude Van Damme per interpretare l'alieno, ma rinunciò dopo pochi giorni in quanto, dovendo recitare all'interno di un costume, la sua faccia non sarebbe mai comparsa..
Inoltre, l'alieno concepito originariamente non aveva convinto il regista poiché risultava buffo e l'interpretazione dello stuntman all'interno del costume non era convincente. L'incarico di realizzare un nuovo alieno passò quindi a Stan Winston, già realizzatore del cyborg di Terminator. Questi, mentre era in volo in compagnia di James Cameron, mostrò le bozze dell'alieno a quest'ultimo che gli suggerì di aggiungere delle mascelle sporgenti, idea che fu effettivamente messa in atto. Infine, fu ingaggiato Kevin Peter Hall per interpretare l'alieno, poiché aveva già recitato in Bigfoot e i suoi amici dando prova di sapersi muovere all'interno di un costume. Il risultato fu ottimo, tanto che la creatura divenne in seguito protagonista di numerosi spin-off quali fumetti e videogiochi, oltre che dei già citati sequel.

### Montaggio
Per motivi di sicurezza, in una delle scene iniziali Arnold Schwarzenegger non poté fumare il suo sigaro dentro l'elicottero. L'effetto venne montato durante la post-produzione.
L'effetto mimetico è stato ottenuto sovrapponendo il vero paesaggio della giungla sulla tuta rossa utilizzata durante le riprese, ma con un ingrandimento del 30%, tale da consentire allo spettatore di distinguere bene i contorni della creatura rispetto alla giungla.
Le riprese si interruppero dopo circa i primi 2/3 del film per problemi di budget, così John McTiernan e la produzione ne approfittarono per visionare e iniziare a montare le sequenze che avevano. Il regista ha affermato che fu una cosa positiva e che si rivelò determinante nelle scelte relative all'ultima parte del film.

## Casi mediatici
- Tre attori del cast di Predator si sono presentati alle elezioni come governatori: Arnold Schwarzenegger è diventato governatore della California e Jesse Ventura del Minnesota, mentre Sonny Landham si era presentato alle elezioni per governatore del Kentucky senza riuscire ad essere eletto. Carl Weathers ne approfittò per un siparietto comico, in cui si candidava come governatore solo perché era "il tizio nero in Predator".

## Altri media

### Sequel
Predator 2 (1990), diretto da Stephen Hopkins, ambientato stavolta in una giungla urbana: la città di Los Angeles. Il protagonista è il tenente Mike Harrigan (interpretato da Danny Glover), Kevin Peter Hall veste ancora una volta i panni dello Yautja, ritorna Alan Silvestri alla composizione della colonna sonora.

### Crossover
L'inserimento di un teschio dello Xenomorfo nel finale di Predator 2 creò le premesse per la produzione di un crossover tra le due serie (già avvenuto in una serie a fumetti e vari videogiochi). Alien vs. Predator è stato realizzato nel 2004 ad opera di Paul W.S. Anderson, seguito da Aliens vs. Predator 2 nel 2007 su regia dei fratelli Strause.

### Prequel
Prey (2022) diretto da Dan Trachtenberg, sceneggiato da Patrick Aison e distribuito da 20th Century Studios, Disney Plus/Star, La protagonista è Naru (interpretata da Amber Midthunder), una giovane guerriera indigena che protegge la sua tribù dei Comanche, Dane DiLiegro vestirà i panni dello Yautja, e si ambienta nella terra selvaggia dei nativi americani del 1719. La data di uscita del film è stata fissata al 5 agosto su Hulu, per essere poi distribuito come Star+ Original in America Latina e come Star Original su Disney+ in tutti gli altri territori.

## Romanzo
Il soggetto del film è stato adattato in un romanzo, scritto da Paul Monette e pubblicato il 1º giugno del 1987. Il romanzo presenta differenze molto evidenti, rispetto al film, a cominciare dall'aspetto, dalla fisiologia e dal comportamento del Predator: nel libro è descritto un mutaforma capace di trasformarsi in qualunque essere vivente dopo esserne stato a contatto diretto, e può perfino assumere una forma disincarnata simile al vento. È inoltre capace di mimetizzarsi come un camaleonte senza ricorrere al sistema di occultamento proprio della sua armatura e, nella sua forma originale, ha l'aspetto di un alto umanoide dalla pelle rossa e squamosa e tre dita alle mani e ai piedi (riprendendo quindi il primo concept art ideato da Stan Winston). Non è inoltre un cacciatore, bensì uno scienziato, che uccide e mutila gli esseri umani per poterne studiare la fisiologia, essendo gli esseri umani le uniche creature nelle quali non può trasformarsi (ma che tuttavia mantiene l'abitudine di appendere i cadaveri agli alberi come trofei).

## Riconoscimenti
- 1988 - Premio Oscar
  - Candidatura per i migliori effetti speciali a Joel Hynek, Robert M. Greenberg, Stan Winston e Richard Greenberg
- 1988 - Saturn Award
  - Miglior colonna sonora (Alan Silvestri)
- 1988 - BMI Film & TV Award
  - BMI Film Music Award ad Alan Silvestri
- 1988 - Motion Picture Sound Editors
  - Golden Reel Award per il miglior montaggio sonoro negli effetti sonori (Richard Shorr)